# Catarsis
Catarsis è il quarto album in studio della cantante pop ispano-messicana Belinda pubblicato il 2 luglio 2013 dall'etichetta discografica Capitol Latin.

## Il disco
L'album contiene 12 tracce, con 2 collaborazioni. Belinda, per registrare l'album, si trasferì a Miami da metà 2012, componendo varie canzoni con il pande Ignacìo Peregrín.

## Tracce
1. Dame Más
2. En la Obscuridad
3. En El Amor Hay Que Perdonar
4. I Love You... Te Quiero (feat. Pitbull)
5. Esto Es Amor
6. Como Si Fuéramos Novios
7. Bailaría Sobre El Fuego
8. Vuelve A Mí
9. Litost
10. No Me Vuelvo A Enamorar
11. Nada
12. After We Make Love (feat. Vein)